# Bert Papenfuß-Gorek

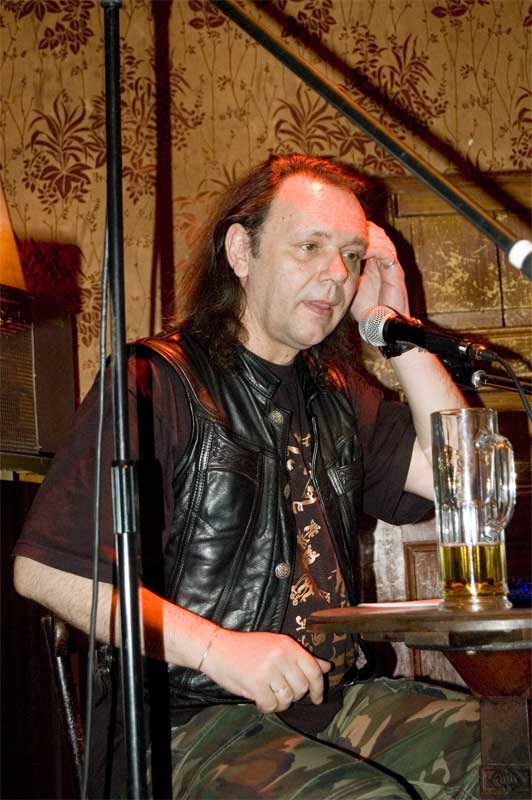
Bert Papenfuß-Gorek bei einer Lesung im Kaffee Burger (2007)

Bert Papenfuß (* 11. Januar 1956 in Stavenhagen; † 26. August 2023 in Berlin) war ein deutscher Lyriker.

## Leben
Papenfuß war der Sohn eines NVA-Offiziers und ging zeitweise in Leningrad zur Schule. Er erlernte den Beruf des Elektronikfacharbeiters, Ton- und Beleuchtungstechnikers. Vor dem Armeedienst als Bausoldat arbeitete er als Theaterbeleuchter in Schwerin und ab 1976 in Berlin. Ab 1980 war er freier Schriftsteller. Da seine Publikationsmöglichkeiten in der DDR eingeschränkt wurden, trug er seine Texte in Begleitung verschiedener Rock- und Punkbands vor.
Ab 1994 erprobte er das Konzept der anarchistischen Kulturkneipe mit dem „Torpedokäfer“, dann war er von 1999 bis 2009 Mitbetreiber und Geschäftsführer des Kaffee Burger, wo er das Kulturprogramm Salon Brückenkopf koordinierte. Seit 2010 betrieb er die Kulturspelunke Rumbalotte continua. Diese war bis September 2015 in der Metzer Straße am Prenzlauer Berg in Berlin. Bert Papenfuß entschloss sich nach einer zunehmenden Gentrifizierung der Nachbarschaft zu einer Schließung dieses Standortes.
Er war Redakteur der aufeinander folgenden Zeitschriften Sklaven, Sklaven Aufstand (1994–1999), Gegner, floppy myriapoda. Danach war er am Nachfolgeprojekt Abwärts! beteiligt.
Papenfuß war mehrmals verheiratet, zuletzt mit Mareile Fellien, und hatte mehrere Kinder. Er starb in der Nacht zum 26. August 2023 im Alter von 67 Jahren an den Folgen einer Krebserkrankung.

## Auszeichnungen
- 1988: N.-C.-Caser-Preis[6]
- 1991: F.-C.-Weiskopf-Preis[7]
- 1996: Stadtschreiber zu Rheinsberg[8]
- 1998: Erich-Fried-Preis (alleiniger Juror: Volker Braun)[9]
- 2008: Eugen Viehof-Ehrengabe der Deutschen Schillerstiftung[10]
- 2016: Karin-Kramer-Preis für widerständige Literatur[11]

## Werke
- Aton-Notate, Grafik-Lyrik Mappe mit Mitch Cohen, 1984
- harm. arkdichtung 77, KULTuhr Verlag, Berlin 1985. ISBN 3-9800412-4-7
- Ich fühle mich in Grenzen wohl (Sascha Anderson, Stefan Döring, Bert Papenfuß, mit Lithografien von Ouhi Cha), Edition Mariannenpresse, Berlin 1985
- Die Freiheit der Meere mit Siebdrucken und Handzeichnungen von Strawalde, 1986
- dreizehntanz, Aufbau Verlag, Berlin und Weimar 1988. ISBN 3-351-01177-6
- dreizehntanz, Luchterhand Literaturverlag, München 1989. ISBN 3-630-86696-4
- SoJa, Druckhaus Galrev, Berlin 1990. Mit Zeichnungen von Wolfram Adalbert Scheffler, Druckhaus Galrev, Berlin 1990. ISBN 3-910161-01-4
- tiské (mit Zeichnungen von A. R. Penck), Steidl Verlag, Göttingen 1990. ISBN 3-88243-161-X
- vorwärts im zorn &sw. (mit 7 Grafiken von Strawalde), Aufbau Verlag, Berlin 1990. ISBN 3-351-01733-2
- led saudaus. notdichtung, karrendichtung (mit Zeichnungen vom Autor), Gerhard Wolf Janus press, Berlin 1991. ISBN 3-86163-023-0
- nunft (mit Zeichnungen und Grafiken von Endart), Steidl Verlag, Göttingen 1992. ISBN 3-88243-227-6
- naif, Gesammelte Texte 1 (1973–1976), Gerhard Wolf Janus press, Berlin 1993. ISBN 3-928942-08-5
- till, Gesammelte Texte 2, Gerhard Wolf Janus press, Berlin 1993. ISBN 3-928942-09-3
- harm., Gesammelte Texte 3, Gerhard Wolf Janus press, Berlin 1993. ISBN 3-923034-13-X
- mors ex nihilo (mit Zeichnungen von Jörg Immendorff), Druckhaus Galrev, Berlin 1994. ISBN 3-910161-56-1
- routine in die romantik des alltags (mit Zeichnungen von Helge Leiberg), Gerhard Wolf Janus Press, Berlin 1995. ISBN 3-928942-06-9
- TrakTat zum ABER, Gesammelte Texte 4, Gerhard Wolf Janus press, Berlin 1996. ISBN 3-928942-31-X
- Berliner Zapfenstreich: Schnelle Eingreifgesänge (mit Zeichnungen von A. R. Penck), BasisDruck Verlag, Berlin 1996. ISBN 3-86163-080-X
- SBZ – Land und Leute (mit Zeichnungen von Silka Teichert), Druckhaus Galrev, Berlin 1998. ISBN 3-933149-02-9
- hetze, Gesammelte Texte 5 (1994–1998), Gerhard Wolf Janus press, Berlin 1998. ISBN 3-928942-58-1
- Tanzwirtschaft. Ein angewandter Fortsetzungsroman, www.kaffeeburger.de, Berlin 2001
- Haarbogensturz. Versuche über Staat und Welt (mit Zeichnungen von Tom Platt), BasisDruck Verlag, Berlin 2001. ISBN 3-86163-112-1
- Astrachan. Alexander Krohn und Bert Papenfuß in Plauderton und Lokalismus, telegraph surrogate #3, Berlin 2003
- Rumbalotte Continua. 1. Folge (mit Zeichnungen von Silka Teichert), Peter Engstler Verlag, Ostheim/Rhön 2004. ISBN 3-929375-57-5
- Rumbalotte. Gedichte 1998-2002, Urs Engeler Editor, Basel, Weil am Rhein und Wien 2005. ISBN 3-905591-96-0
- Rumbalotte Continua. 2. Folge (mit Zeichnungen von Silka Teichert), Karin Kramer Verlag, Berlin 2005. ISBN 3-87956-303-9
- Rumbalotte Continua: 3. Folge (mit Zeichnungen von Silka Teichert), Peter Engstler Verlag, Ostheim/Rhön 2006. ISBN 3-929375-76-1
- Rumbalotte Continua. 4. Folge (mit Zeichnungen von Silka Teichert), Karin Kramer Verlag, Berlin 2007. ISBN 3-87956-324-1
- Rumbalotte Continua. 5. Folge (mit Zeichnungen von Silka Teichert), Peter Engstler Verlag, Ostheim/Rhön 2008. ISBN 3-87956-303-9
- Ation-Aganda: Gedichte 1983/1990, Urs Engeler Editor, Basel, Weil am Rhein und Wien 2008. ISBN 978-3-938767-50-4
- Pro tussi à gogo, Schock Edition (2), EdK/Distillery, Berlin 2011. ISBN 978-3-941330-31-3
- Die Mauer (zu Bildern von Antonio Saura). Hatje Cantz / Fondation archives antonio saura. Ostfildern 2012. ISBN 978-3-7757-3409-7
- Seifensieder. Angewandte Schrunst für eingewiesene Ausgeweihte, Brüterich Press, Berlin 2016. ISBN 978-3-945229-10-1
- Sÿstemrelevanz und Lumpenïntelligenz. Schriften aus dem Vorlaß von Sepp Fernstaub (mit Zeichnungen von Frank Diersch), Quiqueg Verlag, Berlin, 2020, ISBN 978-3-945874-14-1